# Jan de Bont
Jan de Bont (n. 22 octombrie 1943, Eindhoven, Țările de Jos) este un regizor neerlandez.
Este cunoscut ca regizorul unor filme ca: Speed (1994, cu Keanu Reeves și Sandra Bullock), Speed 2: Cruise Control (1997, cu Bullock și Jason Patric) și Lara Croft Tomb Raider: Leagănul Vieții.

## Filmografie selectivă

### Regizor
- 1994 Speed
- 1997 Speed 2: Cruise Control
- 2003 Lara Croft Tomb Raider: Leagănul Vieții